# Sullivan Silverio
Sullivan Silverio (1996) è un giocatore di football americano francese che gioca nel ruolo di quarterback per i Dauphins de Nice.